# 2 Ton Predator
2 Ton Predator is een thrashmetalband uit Zweden. De band komt voort uit een ouder project genaamd Wedge, dat in 1993 gevormd werd door Tobbe (Tobias Anger) en Mogge (Morgan Lundin). Datzelfde jaar brachten ze hun eerste demo uit. Door enige traagheid in de verwerving van een platenlabel, wat versterkt doordat Mogge in 1996 voor acht maanden de cel in moest en wat moeilijkheden met het platenlabel de TCB-Agency, besloot de band om in 1998 de naam te veranderen in 2 ton predator en een frisse start te maken. Een jaar later, in 1999 brachten ze hun eerste cd uit, genaamd In the shallow waters. 

## Bandleden
- Mogge (Morgan Lundin) - zang
- MaZZa (Petter Freed) - gitaar
- Tobbe (Tobias Anger) - basgitaar
- Matte (Mathias Borg) - drums

## Albums
- In The Shallow Waters (1999) - (Diehard Records)
- Boogie (2001) - (Diehard Records)
- Demon Dealer (2003) - (Diehard Records)
- Untitled (2005) - (geen label)